# Jean de Chandon
Jean de Chandon est un magistrat français, seigneur de la Montagne.

## Biographie
Issu d'une famille originaire du château de Chandon, près de Charlieu, à cette époque dépendant du Lyonnais et aujourd'hui dans le département de la Loire.
Il épouse  Madeleine Fillette qui lui donnera deux filles : 
- Anne de Chandon qui portera la Montagne à Ponthus de Cyberand, écuyer, seigneur de Bois Goutillard en Beaujolais, bailli en Mâconnais, enseigne de la Compagnie du duc d'Elbeuf. Le 1er novembre 1639 elle fera donation de tous ses biens à son neveu, Christophe de Sève, chevalier, auditeur en la Chambre des Comptes de Paris, puis Conseiller du Roi en ses conseils et son maître ordinaire, seigneur de Stinville, Forest, Lardy et de la Montagne.
- Andrée de Chandon qui épousera Christophe de Sève[réf. nécessaire], qui succédera à son beau-père comme Premier Président à la Cour des aides le 17 octobre 1597.

En 1577, le duc de Nevers (1539-1595) offre à Jean de Chandon, le chef de son conseil l'office de maître de requêtes de l'Hôtel du Roi, tout en conservant ses services auprès de son Prince. C'est ainsi que se tissaient de solides liens de fidélité sans oublier bien sûr les liens matrimoniaux. Bien que peu à peu Jean de Chandon s'attachera plus à servir son souverain.
Henri IV ayant besoin d'argent, il décida pour trouver des liquidités de mettre en vente les châtellenies royales engagées à la couronne de France, avec tous les droits qui leur étaient attachés. Ce fut de cette manière qu'en 1596 le roi engagea les châtellenies de Crèches et Davayé à Jean de Chandon, Premier Président à la Cour des aides, avec pour mission  de les revendre en détail à différentes personnes, avec toutefois la charge de comparaître en arrière ban au dit lieu de Mascon et d'y faire les debvoirs et service tel qu'il lui au roi, plaira commander. Ils étaient également tenus de rendre foi et hommage et se reconnaître de la sorte pour vassaux du roi. Jean de Chandon, devient de cette façon seigneur de Chasselas.
Il fait l'acquisition du château de la Montagne le 3 février 1596 par adjudication.

## Armoiries
«  D'or, à la face engrêlée de gueules, accompagnée de trois trèfles (alias de sable) 2 et 1 »

## Titres, fonctions
- Conseiller en la Sénéchaussée de Lyon
- Avocat au Parlement de Paris
- Maître des requêtes (11 mars 1578)
- Président au Grand Conseil en 1585
- Maître des requêtes honoraire (3 juin 1587)
- Premier Président à la Cour des aides de mai 1592 à octobre 1597

## Propriétés
(liste non exhaustive)
- Chasselas
- Briailles
- Château de la Montagne par adjudication le 3 février 1596
- Château de Rossan, commune de Davayé en Saône-et-Loire, 1596